# Val-de-Reuil

Val-de-Reuil este o comună în departamentul Eure, Franța. În 1 ianuarie 2022 avea o populație de 12.939 de locuitori.